# Larix mastersiana
Larix mastersiana é uma espécie de lariço, conífera da família Pinaceae.
Apenas pode ser encontrada na China.
Está ameaçada por perda de habitat.